# 즙

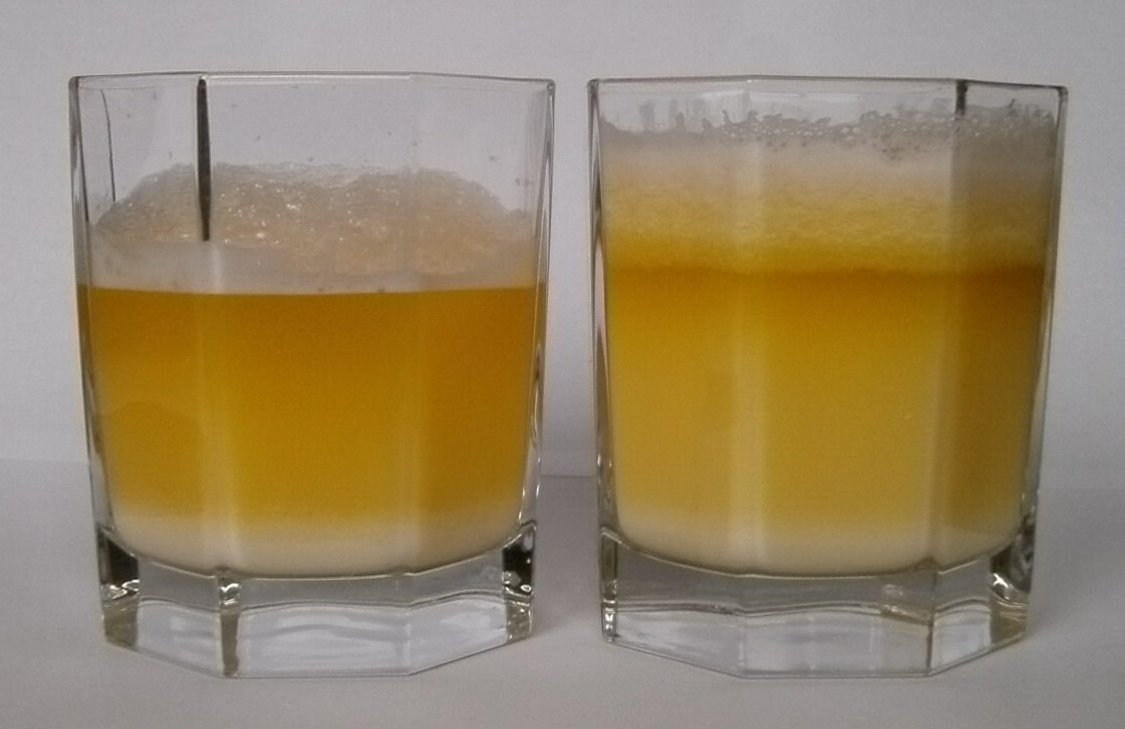
감자의 즙

즙(汁)은 고체에서 짜낸 액체이다. 과일이나 채소에서 짠 과즙·채즙 음료는 주스라 부른다. 과일의 즙은 주로 당과류 제조에 사용된다. 즙을 짜내기 어려운 몇몇 식물들도 원심분리형 착즙기인 주서(centrifugeuse)를 사용하면 손쉽게 즙을 추출할 수 있다.
고기를 로스팅 팬에 놓고 오븐에 굽거나 팬에 지져 익히면 조리 중 흘러나온 육즙이 캐러멜화되어 용기 바닥에 눌어붙어 퐁이 되며, 여기에 액체를 더해 디글레이즈하면 육즙 소스인 그레이비를 얻을 수 있다.

## 다른 언어
중국어에서는 음료인 "주스"와 구분하지 않는다. 사과에서 짜낸 사과 즙과 사과 즙을 함유한 사과주스를 모두"苹果汁"로, 오렌지에서 짜낸 오렌지 즙과 오렌지 즙을 함유한 오렌지 주스를 모두 "橙汁"로 부른다.
일본어에서는 국물을 가리키는 단어로도 쓰이는데, 예를 들어 미소시루는 "미소(味噌)"에 "즙(시루, 汁)"을 붙인 말이다. "레몬 즙(レモンの汁)"에서처럼 한국의 "즙"과 같은 의미로 쓰이기도 한다. 

## 같이 보기
- 주스
- 농축물
- 쓸개즙

## 참고 문헌
1. 1 2  “즙”. 2020년 8월 18일에 확인함.